# Lista över matchresultat i Elitserien i ishockey 1976/1977
Lista över matchresultat i grundserien av Elitserien i ishockey 1976/1977. Ligan inleddes den 10 oktober 1976 och avslutades 10 mars 1977.
| Nr | Lag             | S  | V  | O | F  | GM  | IM  | MS  | P  |
| -- | --------------- | -- | -- | - | -- | --- | --- | --- | -- |
| 1  | Brynäs IF (RM)  | 36 | 25 | 5 | 6  | 206 | 110 | +96 | 55 |
| 2  | Färjestad BK    | 36 | 24 | 4 | 8  | 181 | 122 | +59 | 52 |
| 3  | Leksands IF     | 36 | 22 | 4 | 10 | 198 | 150 | +48 | 48 |
| 4  | Modo AIK        | 36 | 19 | 3 | 14 | 155 | 140 | +15 | 41 |
| 5  | AIK             | 36 | 17 | 4 | 15 | 147 | 126 | +21 | 38 |
| 6  | Skellefteå AIK  | 36 | 14 | 7 | 15 | 137 | 146 | −9  | 35 |
| 7  | Södertälje SK   | 36 | 12 | 7 | 17 | 141 | 173 | −32 | 31 |
| 8  | Västra Frölunda | 36 | 12 | 5 | 19 | 150 | 174 | −24 | 29 |
| 9  | Örebro IK       | 36 | 7  | 2 | 27 | 126 | 205 | −79 | 16 |
| 10 | IF Björklöven   | 36 | 6  | 3 | 27 | 106 | 201 | −95 | 15 |

## Matcher
| Datum Match Resultat Publik Spelplan Omgång 1 - 10 oktober 1976 Brynäs IF-AIK 4-5 (2-2, 1-1, 1-2) 4559 Gavlerinken - 10 oktober 1976 Modo AIK-Skellefteå AIK 6-1 (3-1, 2-0, 1-0) 4757 Kempehallen - 10 oktober 1976 Färjestads BK-IF Björklöven 3-4 (1-1, 0-2, 2-1) 3571 Färjestads ishall - 10 oktober 1976 Södertälje SK-Västra Frölunda IF 4-6 (0-0, 1-3, 3-3) 4957 Scaniarinken - 10 oktober 1976 Leksands IF-Örebro IK 9-5 (2-2, 4-2, 3-1) 1936 Leksands isstadion Omgång 2 - 13 oktober 1976 Västra Frölunda IF-Brynäs IF 2-4 (1-2, 1-0, 0-2) 7593 Scandinavium - 14 oktober 1976 IF Björklöven-Modo AIK 6-8 (2-4, 3-2, 1-2) 5547 Umeå ishall - 14 oktober 1976 AIK-Leksands IF 7-1 (1-0, 4-1, 2-0) 9438 Johanneshovs isstadion - 14 oktober 1976 Örebro IK-Södertälje SK 7-6 (2-2, 3-2, 2-2) 5138 Vinterstadion - 15 oktober 1976 Skellefteå AIK-Färjestads BK 3-6 (1-2, 0-3, 2-1) 5378 Skellefteå isstadion Omgång 3 - 17 oktober 1976 Brynäs IF-IF Björklöven 8-5 (5-1, 2-0, 1-4) 4137 Gavlerinken - 17 oktober 1976 Modo AIK-Färjestads BK 5-3 (2-0, 0-1, 3-2) 4596 Kempehallen - 17 oktober 1976 Örebro IK-Skellefteå AIK 4-3 (3-2, 0-0, 1-1) 5928 Vinterstadion - 17 oktober 1976 Södertälje SK-AIK 3-2 (1-0, 0-0, 2-2) 7319 Scaniarinken - 17 oktober 1976 Leksands IF-Västra Frölunda IF 9-5 (3-2, 3-3, 3-0) 2717 Leksands isstadion Omgång 4 - 21 oktober 1976 Färjestads BK-Brynäs IF 4-4 (0-2, 2-1, 2-1) 4940 Färjestads ishall - 21 oktober 1976 Skellefteå AIK-Södertälje SK 2-2 (0-2, 1-0, 1-0) 5295 Skellefteå isstadion - 21 oktober 1976 Västra Frölunda IF-Modo AIK 8-3 (3-0, 5-2, 0-1) 5210 Scandinavium - 21 oktober 1976 AIK-Örebro IK 6-2 (2-0, 1-1, 3-1) 5842 Johanneshovs isstadion - 22 oktober 1976 IF Björklöven-Leksands IF 3-5 (0-3, 2-2, 1-0) 3984 Umeå ishall Omgång 5 - 24 oktober 1976 Brynäs IF-Skellefteå AIK 3-1 (0-1, 1-0, 2-0) 4461 Gavlerinken - 24 oktober 1976 Modo AIK-Leksands IF 4-2 (2-1, 1-0, 1-1) 5118 Kempehallen - 24 oktober 1976 Färjestads BK-Södertälje SK 6-1 (0-0, 3-0, 3-1) 3569 Färjestads ishall - 24 oktober 1976 IF Björklöven-Örebro IK 6-5 (0-4, 3-1, 3-0) 2767 Umeå ishall - 24 oktober 1976 Västra Frölunda IF-AIK 7-4 (2-1, 3-1, 2-2) 7266 Scandinavium Omgång 6 - 28 oktober 1976 AIK-IF Björklöven 5-3 (2-1, 2-0, 1-2) 5684 Johanneshovs isstadion - 28 oktober 1976 Örebro IK-Färjestads BK 2-4 (1-0, 0-3, 1-1) 5609 Vinterstadion - 28 oktober 1976 Södertälje SK-Modo AIK 5-2 (2-0, 3-0, 0-2) 4541 Scaniarinken - 28 oktober 1976 Leksands IF-Brynäs IF 4-4 (3-3, 1-1, 0-0) 5015 Leksands isstadion - 29 oktober 1976 Skellefteå AIK-Västra Frölunda IF 5-5 (0-3, 2-2, 3-0) 5072 Skellefteå isstadion Omgång 7 - 31 oktober 1976 Brynäs IF-Södertälje SK 6-5 (1-3, 2-2, 3-0) 4986 Gavlerinken - 31 oktober 1976 Modo AIK-Örebro IK 6-1 (1-0, 4-1, 1-0) 3477 Kempehallen - 31 oktober 1976 Färjestads BK-AIK 11-3 (1-3, 5-0, 5-0) 4864 Färjestads ishall - 31 oktober 1976 IF Björklöven-Västra Frölunda IF 0-3 (0-1, 0-2, 0-0) 3855 Umeå ishall - 31 oktober 1976 Leksands IF-Skellefteå AIK 9-2 (3-0, 4-1, 2-1) 2561 Leksands isstadion Omgång 8 - 4 november 1976 Västra Frölunda IF-Färjestads BK 6-7 (1-2, 3-3, 2-2) 10253 Scandinavium - 4 november 1976 AIK-Modo AIK 1-1 (0-1, 0-0, 1-0) 8963 Johanneshovs isstadion - 4 november 1976 Örebro IK-Brynäs IF 3-8 (1-2, 1-2, 1-4) 5112 Vinterstadion - 4 november 1976 Södertälje SK-Leksands IF 5-4 (1-2, 3-0, 1-2) 7445 Scaniarinken - 4 november 1976 Skellefteå AIK-IF Björklöven 2-5 (2-1, 0-2, 0-2) 6763 Skellefteå isstadion Omgång 9 - 6 november 1976 Brynäs IF-Modo AIK 9-3 (6-1, 1-1, 2-1) 6922 Gavlerinken - 6 november 1976 AIK-Skellefteå AIK 5-1 (2-0, 1-1, 2-0) 6326 Johanneshovs isstadion - 6 november 1976 Örebro IK-Västra Frölunda IF 3-5 (2-1, 0-2, 1-2) 4257 Vinterstadion - 6 november 1976 Södertälje SK-IF Björklöven 7-5 (1-2, 1-1, 5-2) 3845 Scaniarinken - 6 november 1976 Leksands IF-Färjestads BK 6-2 (2-1, 1-1, 3-0) 4825 Leksands isstadion Omgång 10 - 7 november 1976 Modo AIK-Brynäs IF 0-6 (0-1, 0-4, 0-1) 4825 Kempehallen - 7 november 1976 Färjestads BK-Leksands IF 4-3 (1-1, 1-2, 2-0) 5204 Färjestads ishall - 7 november 1976 IF Björklöven-Södertälje SK 5-5 (2-3, 0-1, 3-1) 3631 Umeå ishall - 7 november 1976 Västra Frölunda IF-Örebro IK 2-4 (1-0, 1-1, 0-3) 3759 Scandinavium - 7 november 1976 Skellefteå AIK-AIK 4-3 (1-2, 1-0, 2-1) 3553 Skellefteå isstadion Omgång 11 - 11 november 1976 Brynäs IF-Färjestads BK 0-2 (0-2, 0-0, 0-0) 5426 Gavlerinken - 11 november 1976 Modo AIK-Västra Frölunda IF 5-0 (5-0, 0-0, 0-0) 3483 Kempehallen - 11 november 1976 Örebro IK-AIK 1-6 (0-3, 0-2, 1-1) 4395 Vinterstadion - 11 november 1976 Södertälje SK-Skellefteå AIK 7-3 (1-0, 5-3, 1-0) 3772 Scaniarinken - 11 november 1976 Leksands IF-IF Björklöven 6-2 (2-1, 2-1, 2-0) 1609 Leksands isstadion Omgång 12 - 14 november 1976 Färjestads BK-Modo AIK 5-4 (1-1, 3-0, 1-3) 4653 Färjestads ishall - 14 november 1976 IF Björklöven-Brynäs IF 2-4 (0-0, 1-1, 1-3) 3782 Umeå ishall - 14 november 1976 Västra Frölunda IF-Leksands IF 3-5 (1-2, 0-1, 2-2) 7439 Scandinavium - 14 november 1976 AIK-Södertälje SK 6-3 (1-0, 3-0, 2-3) 9552 Johanneshovs isstadion - 14 november 1976 Skellefteå AIK-Örebro IK 3-1 (1-0, 1-1, 1-0) 4422 Skellefteå isstadion Omgång 13 - 18 november 1976 Brynäs IF-Västra Frölunda IF 8-1 (1-1, 3-0, 4-0) 4186 Gavlerinken - 18 november 1976 Modo AIK-IF Björklöven 3-2 (2-0, 0-1, 1-1) 3946 Kempehallen - 18 november 1976 Färjestads BK-Skellefteå AIK 5-6 (2-3, 0-0, 3-3) 3408 Färjestads ishall - 18 november 1976 Södertälje SK-Örebro IK 4-4 (1-0, 1-3, 2-1) 2395 Scaniarinken - 18 november 1976 Leksands IF-AIK 6-5 (2-1, 1-1, 3-3) 4290 Leksands isstadion Omgång 14 - 21 november 1976 IF Björklöven-Färjestads BK 4-7 (2-2, 2-3, 0-2) 3572 Umeå ishall - 21 november 1976 Västra Frölunda IF-Södertälje SK 3-3 (1-0, 1-3, 1-0) 3706 Scandinavium - 21 november 1976 AIK-Brynäs IF 5-3 (3-0, 2-3, 0-0) 10838 Johanneshovs isstadion - 21 november 1976 Örebro IK-Leksands IF 3-6 (1-2, 1-3, 1-1) 4386 Vinterstadion - 21 november 1976 Skellefteå AIK-Modo AIK 5-3 (1-1, 4-2, 0-0) 6365 Skellefteå isstadion Omgång 15 - 25 november 1976 Brynäs IF-Örebro IK 15-4 (4-1, 5-2, 6-1) 2851 Gavlerinken - 25 november 1976 Modo AIK-AIK 2-2 (0-1, 0-1, 2-0) 3914 Kempehallen - 25 november 1976 Färjestads BK-Västra Frölunda IF 5-3 (1-1, 3-2, 1-0) 4493 Färjestads ishall - 25 november 1976 IF Björklöven-Skellefteå AIK 2-2 (1-0, 1-1, 0-1) 4938 Umeå ishall - 25 november 1976 Leksands IF-Södertälje SK 8-1 (2-0, 3-0, 3-1) 2172 Leksands isstadion Omgång 16 - 28 november 1976 Västra Frölunda IF-IF Björklöven 6-0 (0-0, 1-0, 5-0) 2957 Scandinavium - 28 november 1976 AIK-Färjestads BK 3-5 (2-2, 1-0, 0-3) 8099 Johanneshovs isstadion - 28 november 1976 Örebro IK-Modo AIK 5-4 (1-1, 1-0, 3-3) 2843 Vinterstadion - 28 november 1976 Södertälje SK-Brynäs IF 3-3 (1-2, 0-0, 2-1) 7427 Scaniarinken - 28 november 1976 Skellefteå AIK-Leksands IF 7-4 (2-3, 3-1, 2-0) 5131 Skellefteå isstadion Omgång 17 - 2 december 1976 Brynäs IF-Leksands IF 6-1 (2-1, 2-0, 2-0) 7649 Gavlerinken - 2 december 1976 Modo AIK-Södertälje SK 7-5 (1-1, 3-0, 3-4) 3273 Kempehallen - 2 december 1976 Färjestads BK-Örebro IK 6-3 (2-1, 1-1, 3-1) 2810 Färjestads ishall - 2 december 1976 IF Björklöven-AIK 3-4 (0-1, 3-1, 0-2) 2299 Umeå ishall - 2 december 1976 Västra Frölunda IF-Skellefteå AIK 3-3 (1-0, 1-1, 1-2) 4374 Scandinavium Omgång 18 - 5 december 1976 AIK-Västra Frölunda IF 1-7 (1-3, 0-3, 0-1) 6911 Johanneshovs isstadion - 5 december 1976 Örebro IK-IF Björklöven 1-4 (0-1, 1-1, 0-2) 3568 Vinterstadion - 5 december 1976 Södertälje SK-Färjestads BK 2-6 (1-1, 1-2, 0-3) 4653 Scaniarinken - 5 december 1976 Leksands IF-Modo AIK 6-3 (2-1, 1-2, 3-0) 2024 Leksands isstadion - 5 december 1976 Skellefteå AIK-Brynäs IF 3-1 (2-0, 0-0, 1-1) 7397 Skellefteå isstadion | Omgång 19 - 9 december 1976 Leksands IF-Västra Frölunda IF 7-5 (1-1, 3-1, 3-3) 2012 Leksands isstadion - 9 december 1976 Örebro IK-Brynäs IF 5-5 (3-3, 0-2, 2-0) 2397 Vinterstadion - 9 december 1976 Modo AIK-AIK 5-3 (2-0, 1-0, 2-3) 3617 Kempehallen - 9 december 1976 Färjestads BK-IF Björklöven 9-2 (3-2, 4-0, 2-0) 2803 Färjestads ishall - 9 december 1976 Skellefteå AIK-Södertälje SK 4-4 (3-2, 0-2, 1-0) 5970 Skellefteå isstadion Omgång 20 - 6 januari 1976 IF Björklöven-Modo AIK 3-2 (0-0, 1-2, 2-0) 3330 Umeå ishall - 6 januari 1977 Södertälje SK-Färjestads BK 1-6 (1-2, 0-2, 0-2) 3315 Scaniarinken - 6 januari 1977 AIK-Örebro IK 5-4 (2-0, 1-3, 2-1) 3585 Johanneshovs isstadion - 6 januari 1977 Brynäs IF-Leksands IF 13-5 (7-0, 1-3, 5-2) 6229 Gavlerinken - 6 januari 1977 Västra Frölunda IF-Skellefteå AIK 7-3 (1-1, 4-1, 2-1) 5030 Scandinavium Omgång 21 - 9 januari 1977 Skellefteå AIK-Modo AIK 0-5 (0-0, 0-4, 0-1) 4877 Skellefteå isstadion - 9 januari 1977 Södertälje SK-Örebro IK 7-5 (0-1, 3-4, 4-0) 1469 Scaniarinken - 9 januari 1977 IF Björklöven-Leksands IF 4-9 (0-2, 1-4, 3-3) 2689 Umeå ishall - 9 januari 1977 AIK-Brynäs IF 3-7 (1-4, 1-1, 1-2) 9384 Johanneshovs isstadion - 9 januari 1977 Västra Frölunda IF-Färjestads BK 2-10 (1-3, 0-4, 1-3) 6572 Scandinavium Omgång 22 - 13 januari 1977 Leksands IF-AIK 3-2 (0-1, 2-0, 1-1) 1732 Leksands isstadion - 13 januari 1977 Örebro IK-IF Björklöven 4-0 (1-0, 2-0, 1-0) 2615 Vinterstadion - 13 januari 1977 Modo AIK-Södertälje SK 5-1 (2-1, 0-0, 3-0) 3229 Kempehallen - 13 januari 1977 Färjestads BK-Skellefteå AIK 5-1 (1-0, 3-1, 1-0) 3252 Färjestads ishall - 13 januari 1977 Brynäs IF-Västra Frölunda IF 5-3 (1-0, 2-3, 2-0) 3260 Gavlerinken Omgång 23 - 16 januari 1977 Färjestads BK-Örebro IK 4-2 (2-0, 2-0, 0-2) 2089 Färjestads ishall - 16 januari 1977 Skellefteå AIK-Leksands IF 4-4 (2-1, 2-1, 0-2) 3743 Skellefteå isstadion - 16 januari 1977 Södertälje SK-Brynäs IF 2-7 (0-2, 1-3, 1-2) 4869 Scaniarinken - 16 januari 1977 IF Björklöven-AIK 2-3 (0-1, 1-0, 1-2) 1700 Umeå ishall - 16 januari 1977 Västra Frölunda IF-Modo AIK 2-7 (1-2, 1-4, 0-1) 3508 Scandinavium Omgång 24 - 20 januari 1977 Leksands IF-Södertälje SK 9-5 (3-3, 3-0, 3-2) 1278 Leksands isstadion - 20 januari 1977 Örebro IK-Västra Frölunda IF 5-4 (2-1, 1-2, 2-1) 2770 Vinterstadion - 20 januari 1977 Modo AIK-Färjestads BK 6-3 (1-1, 3-0, 2-2) 4565 Kempehallen - 20 januari 1977 AIK-Skellefteå AIK 2-1 (0-0, 1-1, 1-0) 4783 Johanneshovs isstadion - 20 januari 1977 Brynäs IF-IF Björklöven 5-0 (1-0, 2-0, 2-0) 2437 Gavlerinken Omgång 25 - 23 januari 1977 Leksands IF-Färjestads BK 13-2 (3-0, 8-1, 2-1) 3662 Leksands isstadion - 23 januari 1977 Örebro IK-Modo AIK 8-5 (5-1, 1-4, 2-0) 3719 Vinterstadion - 23 januari 1977 Västra Frölunda IF-IF Björklöven 8-4 (0-0, 7-2, 1-2) 1549 Scandinavium - 23 januari 1977 AIK-Södertälje SK 3-5 (1-2, 0-1, 2-2) 5567 Johanneshovs isstadion - 23 januari 1977 Brynäs IF-Skellefteå AIK 7-2 (4-0, 3-0, 0-2) 3570 Gavlerinken Omgång 26 - 3 februari 1977 Modo AIK-Leksands IF 6-5 (1-2, 2-1, 3-2) 3908 Kempehallen - 3 februari 1977 Färjestads BK-Brynäs IF 6-2 (2-0, 1-2, 3-0) 5001 Färjestads ishall - 3 februari 1977 Skellefteå AIK-Örebro IK 7-2 (3-1, 1-0, 3-1) 3789 Skellefteå isstadion - 3 februari 1977 Södertälje SK-IF Björklöven 8-3 (2-2, 5-0, 1-1) 1494 Scaniarinken - 3 februari 1977 Västra Frölunda IF-AIK 0-9 (0-4, 0-4, 0-1) 2448 Scandinavium Omgång 27 - 6 februari 1977 Leksands IF-Örebro IK 7-3 (0-0, 2-1, 5-2) 1073 Leksands isstadion - 6 februari 1977 Södertälje SK-Västra Frölunda IF 6-3 (1-1, 2-1, 3-1) 2731 Scaniarinken - 6 februari 1977 IF Björklöven-Skellefteå AIK 3-5 (2-3, 0-2, 1-0) 2302 Umeå ishall - 6 februari 1977 AIK-Färjestads BK 3-3 (2-0, 1-2, 0-1) 6857 Johanneshovs isstadion - 6 februari 1977 Brynäs IF-Modo AIK 9-5 (2-2, 6-0, 1-3) 3898 Gavlerinken Omgång 28 - 10 februari 1977 Örebro IK-Leksands IF 1-6 (1-3, 0-0, 0-3) 3197 Vinterstadion - 10 februari 1977 Modo AIK-Brynäs IF 3-6 (2-3, 0-1, 1-2) 4679 Kempehallen - 10 februari 1977 Färjestads BK-AIK 3-6 (0-3, 1-3, 2-0) 3605 Färjestads ishall - 10 februari 1977 Skellefteå AIK-IF Björklöven 12-1 (4-1, 6-0, 2-0) 4107 Skellefteå isstadion - 10 februari 1977 Västra Frölunda IF-Södertälje SK 4-2 (2-0, 1-2, 1-0) 1737 Scandinavium Omgång 29 - 13 februari 1977 Leksands IF-Modo AIK 3-5 (0-1, 2-2, 1-2) 2554 Leksands isstadion - 13 februari 1977 Örebro IK-Skellefteå AIK 5-6 (3-3, 1-2, 1-1) 2251 Vinterstadion - 13 februari 1977 IF Björklöven-Södertälje SK 3-3 (2-2, 0-0, 1-1) 714 Umeå ishall - 13 februari 1977 AIK-Västra Frölunda IF 4-4 (1-2, 2-2, 1-0) 4594 Johanneshovs isstadion - 13 februari 1977 Brynäs IF-Färjestads BK 3-1 (0-0, 3-1, 0-0) 6227 Gavlerinken Omgång 30 - 17 februari 1977 Modo AIK-Örebro IK 5-4 (1-0, 2-1, 2-3) 2934 Kempehallen - 17 februari 1977 Färjestads BK-Leksands IF 3-3 (2-0, 0-1, 1-2) 4348 Färjestads ishall - 17 februari 1977 Skellefteå AIK-Brynäs IF 4-4 (0-1, 4-1, 0-2) 5622 Skellefteå isstadion - 17 februari 1977 Södertälje SK-AIK 4-1 (3-1, 0-0, 1-0) 4355 Scaniarinken - 18 februari 1977 IF Björklöven-Västra Frölunda IF 4-6 (1-3, 1-2, 2-1) 607 Umeå ishall Omgång 31 - 20 februari 1977 Leksands IF-Skellefteå AIK 5-4 (2-1, 2-1, 1-2) 2038 Leksands isstadion - 20 februari 1977 Örebro IK-Färjestads BK 3-6 (2-1, 0-2, 1-3) 1545 Vinterstadion - 20 februari 1977 Modo AIK-Västra Frölunda IF 7-5 (0-3, 4-0, 3-2) 3572 Kempehallen - 20 februari 1977 AIK-IF Björklöven 12-0 (7-0, 2-0, 3-0) 3031 Johanneshovs isstadion - 20 februari 1977 Brynäs IF-Södertälje SK 4-1 (2-0, 1-0, 1-1) 3063 Gavlerinken Omgång 32 - 24 februari 1977 Färjestads BK-Modo AIK 2-2 (0-0, 1-1, 1-1) 3169 Färjestads ishall - 24 februari 1977 Skellefteå AIK-AIK 7-1 (2-0, 4-1, 1-0) 3797 Skellefteå isstadion - 24 februari 1977 Södertälje SK-Leksands IF 4-7 (2-2, 2-4, 0-1) 4583 Scaniarinken - 24 februari 1977 IF Björklöven-Brynäs IF 3-10 (1-3, 1-4, 1-3) 790 Umeå ishall - 24 februari 1977 Västra Frölunda IF-Örebro IK 8-4 (5-1, 2-2, 1-1) 1283 Scandinavium Omgång 33 - 27 februari 1977 Leksands IF-IF Björklöven 6-4 (1-1, 2-2, 3-1) 1237 Leksands isstadion - 27 februari 1977 Örebro IK-Södertälje SK 4-5 (1-3, 1-2, 2-0) 1171 Vinterstadion - 27 februari 1977 Modo AIK-Skellefteå AIK 4-5 (1-1, 0-0, 1-2) 4033 Kempehallen - 27 februari 1977 Färjestads BK-Västra Frölunda IF 5-3 (3-0, 1-2, 1-1) 2440 Färjestads ishall - 27 februari 1977 Brynäs IF-AIK 1-6 (1-2, 0-2, 0-2) 4352 Gavlerinken Omgång 34 - 3 mars 1977 Skellefteå AIK-Färjestads BK 2-6 (0-3, 2-3, 0-0) 3815 Skellefteå isstadion - 3 mars 1977 Södertälje SK-Modo AIK 6-4 (2-2, 2-1, 2-1) 1887 Scaniarinken - 3 mars 1977 IF Björklöven-Örebro IK 5-1 (1-1, 3-0, 1-0) 623 Umeå ishall - 3 mars 1977 AIK-Leksands IF 2-3 (2-3, 0-0, 0-0) 8701 Johanneshovs isstadion - 3 mars 1977 Västra Frölunda IF-Brynäs IF 1-6 (1-2, 0-2, 0-2) 4740 Scandinavium Omgång 35 - 6 mars 1977 Leksands IF-Brynäs IF 3-6 (1-0, 0-3, 2-3) 4227 Leksands isstadion - 6 mars 1977 Örebro IK-AIK 4-7 (3-2, 1-0, 0-5) 1458 Vinterstadion - 6 mars 1977 Modo AIK-IF Björklöven 7-1 (2-1, 2-0, 3-0) 3015 Kempehallen - 6 mars 1977 Färjestads BK-Södertälje SK 9-3 (5-2, 2-0, 2-1) 1925 Färjestads ishall - 6 mars 1977 Skellefteå AIK-Västra Frölunda IF 7-4 (3-2, 2-1, 2-1) 2879 Skellefteå isstadion Omgång 36 - 10 mars 1977 Södertälje SK-Skellefteå AIK 3-7 (0-1, 2-2, 1-4) 922 Scaniarinken - 10 mars 1977 IF Björklöven-Färjestads BK 3-7 (0-3, 3-1, 0-3) 732 Umeå ishall - 10 mars 1977 AIK-Modo AIK 2-3 (0-1, 1-0, 1-2) 9339 Johanneshovs isstadion - 10 mars 1977 Brynäs IF-Örebro IK 10-4 (3-0, 4-3, 3-1) 2154 Gavlerinken - 10 mars 1977 Västra Frölunda IF-Leksands IF 6-6 (0-3, 1-2, 5-1) 2021 Scandinavium |